# Raul Hilberg
Raul Hilberg (2. červen 1926, Vídeň – 4. srpen 2007, Williston, Vermont) byl rakousko-americký historik. Proslul především svými průkopnickými pracemi o holokaustu.

## Život
Hilberg se narodil do vídeňské židovské rodiny, která opustila Rakousko po Anšlusu v roce 1938. Přes Paříž se dostala na Kubu a 1. září 1939, v den, kdy Hitler přepadl Polsko, se usadila v Brooklynu, New York. Hilberg začal studovat chemii, ale studium nedokončil a pracoval v továrně. Byl odveden do americké armády a vzhledem ke svým jazykovým znalostem byl pověřen zkoumáním archivních dokumentů ohledně druhé světové války. V Mnichově byl koncem války ubytován v "Hnědém domě", ústředí nacistické strany, kde objevil Hitlerovu soukromou knihovnu. Po návratu do USA Hilberg vystudoval politologii a veřejné právo na Columbia University (M.A. 1950, Ph.D 1955) a z jeho disertací o holokaustu vznikla jeho nejznámější kniha.

## Záhuba evropských Židů
Už v roce 1942 se Hilberg snažil upozornit sionistické funkcionáře v USA na vyvražďování Židů v Evropě a po válce se stal jedním z vůbec prvních historiků Holokaustu. Zejména pro židovské historiky bylo toto téma tak traumatické, že se mu do té doby vyhýbali. Hilberg je zpracoval v třídílné knize The Destruction of the European Jews (Záhuba evropských Židů, 1273 stran). Rukopis odmítla řada významných nakladatelství, často i kvůli záporným posudkům odborníků ...(naopak Hannah Arendtová z knihy cituje a její východiska přijímá, viz Eichmann v Jeruzalémě, str. 158 -159). Kniha poprvé vyšla až roku 1961 v americkém nakladatelství Quadrangle Books, Inc. díky finanční podpoře patnácti tisíc dolarů od Franka Petschka z významné prvorepublikové česko-židovské rodiny pražských bankéřů a severočeských uhlobaronů. Poté vyšla ve dvou dalších autorem přepracovaných a výrazně doplněných vydáních v angličtině a byla přeložena do různých jazyků, včetně italštiny, španělštiny, němčiny, hebrejštiny a polštiny. -Také v Německu ji odmítla řada nakladatelství a poprvé vyšla až roku 1983. V češtině kniha dosud nevyšla.
Kritikové Hilbergovi vytýkali, že jeho výklad Holokaustu jako sice Hitlerovy myšlenky, ale jako díla tisíců a statisíců poslušných pachatelů může posloužit Sovětům jako záminka ke kritice americké spolupráce se Západním Německem, kdežto jiní mu vytýkali, že jeho popis spolupráce Židovských rad s nacisty může podpořit antisemitismus. Proti této jeho "funkcionalistické" metodě stavěli jiní historici "intencionalistický" výklad, podle něhož byl celý Holokaust dílem samého Hitlera.
Od roku 1956 Hilberg učil a bádal na Vermontské univerzitě, kde se stal profesorem politologie, po roce 1991 emeritním. Ačkoli nikdy nekouřil, zemřel na rakovinu plic.
Česky vyšla Hilbergova kniha Pachatelé, oběti, diváci. Židovská katastrofa 1933-1945 (v angličtině ‘Perpetrators, Victims, Bystanders. The Jewish Catastrophe 1933-1945’), kterou přeložila Margarita Troševa. Nakladatelství Argo, Praha, 2002, ISBN 80-7203-472-3.